# Grzegorz Karwasz
Grzegorz Piotr Karwasz (ur. 1958 w Złotowie) – polski fizyk, inżynier, profesor dr hab. Uniwersytetu Mikołaja Kopernika w Toruniu.

## Życiorys
Studiował ekonomikę handlu zagranicznego na Uniwersytecie Gdańskim w Sopocie oraz w latach 1977–1982 odbył studia na Wydziale Fizyki Technicznej Politechniki Gdańskiej. W czasach studenckich był członkiem (obecnie pełni funkcję członka honorowego) Polskiego Towarzystwa Studentów Organizacji Narodów Zjednoczonych (SSP ONZ), działającego na rzecz rozbrojenia i pokoju.
W latach 1995–2006 był pracownikiem badawczym Istituto Nazionale per la Fisica della Materia, prowadząc prace badawcze i dydaktyczne na Wydziale Fizyki i Wydziale Inżynierii Uniwersytetu w Trydencie. Spędził 18 lat we Włoszech (Uniwersytet w Trydencie) i krótszy okres w Detroit, Berlinie, Canberze (Australia) i Gunsan (Korea Południowa), pracując w zakresie fizyki atomowej i jądrowej. W 1996 roku podjął pracę w Instytucie Fizyki Wyższej Szkoły Pedagogicznej w Słupsku (obecnie Akademia Pomorska w Słupsku), gdzie kierował (1998–2006) Zakładem Spektroskopii. Habilitację w zakresie fizyki doświadczalnej uzyskał w 1997. Obecnie, od 2006, jest kierownikiem Zakładu Dydaktyki Fizyki Uniwersytetu Mikołaja Kopernika w Toruniu.
Jest członkiem Rady Programowej Fundacji Józefa Rotblata.

## Odznaczenia
- Odznaczony Medalem Komisji Edukacji Narodowej[5].

## Publikacje
- Mały astronom. Przewodnik po kosmosie, wydawnictwo Papilon, 2023, ISBN 978-83-271-0611-7.